# Brug 1722
Brug 1722 is een bouwkundig kunstwerk in Amsterdam-Noord.
Van 1983 tot 1990 eindigde de IJdoornlaan aan de westkant op de Banne Buikslootlaan (zuid) en Westerlengte (noord); die T-kruising lag op een dijklichaam om aan de sluiten op de Westerlengtebrug. In de jaren tachtig werd binnen de gemeente Amsterdam besloten dat de IJdoornlaan een aansluiting moest krijgen met de nog af te bouwen Ringweg-Noord. Ter plaatse was dat niet mogelijk door de woonwijk Banne Buiksloot. Daarom werd er voor gekozen de IJdoornlaan nog een stukje naar het westen te verlengen en na de Nieuwe Gouw met brug 1726 naar het noorden te laten gaan om een aansluiting te maken bij wat de IJdoornlaanbrug zou worden. 
Voor die verlenging werd een aantal bruggen ontworpen die qua opbouw dezelfde tekenen vertonen. Vooral degelijke randblokken geven aan dat er één ontwerper aan de slag is geweest. Ze zijn ontworpen door Dirk Sterenberg, dan zelfstandig werken architect vanuit Hoorn (Noord-Holland). Brug 1722 kreeg echter afwijkende leuningen dan wel balustrades mee. De vier keermuren bij de landhoofden hebben een bastionachtige vorm. Het bruggetje valt nauwelijks op in het rijdek; ze is amper zes meter lang, maar wel 17,5 meter breed.
Onder de brug door loopt een faunapad, zodat kleine zoogdieren de IJdoornlaan niet hoeven over te steken.

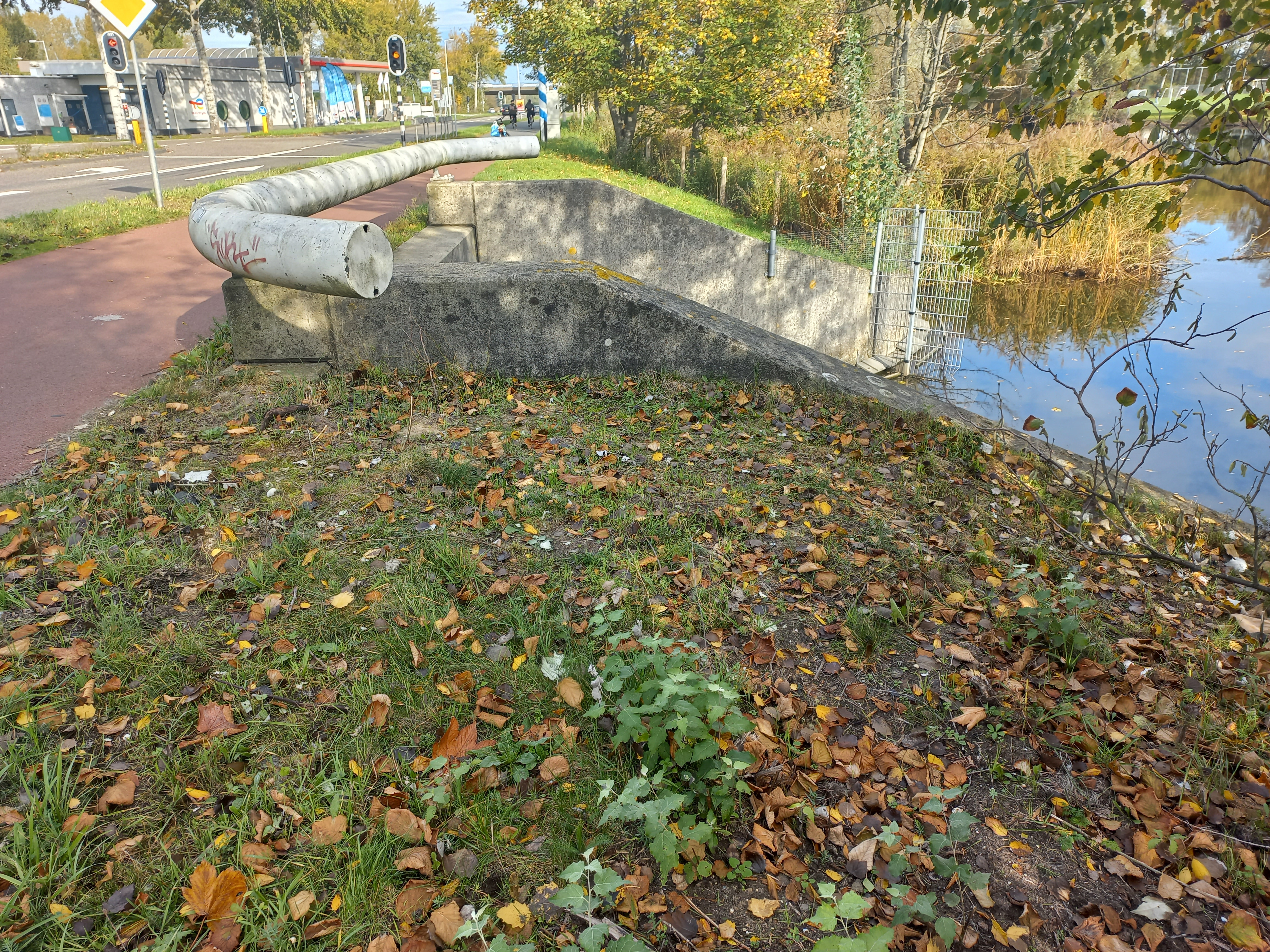
Leuning en keermuren (oktober 2022)

<<< · 1701 · 1702 · 1703 · 1704 · 1705 · 1706 · 1707 · 1708 · 1709 ·  1710 · 1711 · 1714 · 1715 · 1716 · 1717 · 1718 · 1719 · 1720 · 1721 · 1722 · 1723 · 1725 · 1726 · 1727 · 1728 · 1729 · 1730 · 1731 · 1732 · 1733 · 1734 · 1735 · 1736 · 1737 · 1738 · 1739 · 1741 · 1742 · 1743 · 1745 · 1746 · 1747 · 1748 · 1749 · 1750 · 1751 · 1752 · 1753 · 1754 · 1755 · 1756 · 1757 · 1764 · 1765 · 1766 · 1767 · 1768 · 1769 · 1770 · 1771 · 1772 · 1773 · 1774 · 1775 · 1776 · 1777 · 1778 · 1779 ·  1780 · 1781 · 1782 · 1783 · 1784 · 1785 · 1786 · 1787 · 1788 · 1791 · 1792 · 1793 · 1794 · 1795 · 1796 · 1797 · 1798 · 1799 · >>>
Brugnummers brug 1712, 1713, 1724, 1740, 1744, 1758, 1759, 1760, 1761, 1762, 1763, 1789, 1790 zijn niet (meer) vergeven.